# 波赫丹尼夫卡 (蘇博特齊市鎮)

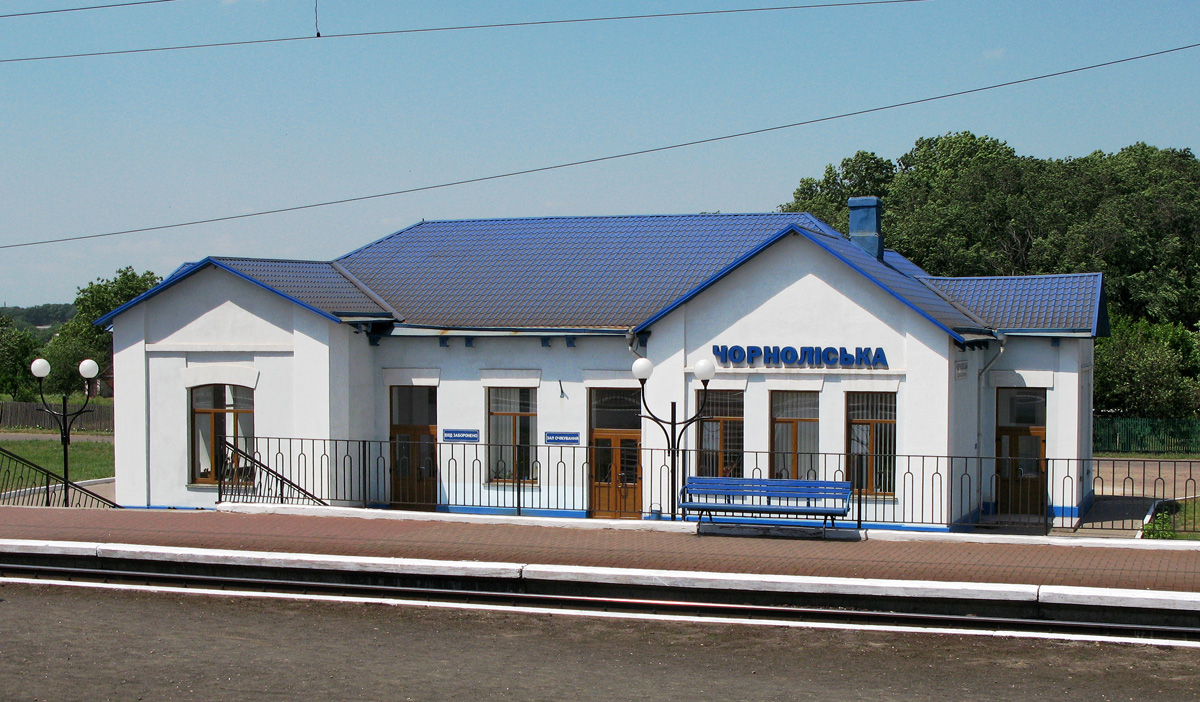

48°45′7″N 32°30′18″E / 48.75194°N 32.50500°E
波赫丹尼夫卡（烏克蘭語：Богданівка）是烏克蘭的村落，位於該國中部基洛夫格勒州，由克羅皮夫尼茨基區的蘇博特齊市鎮負責管轄，始建於1909年，面積5.34平方公里，海拔高度220米，2024年人口4,200，人口密度每平方公里847.4人。